# Xivry-Circourt
Pour les articles homonymes, voir Xivry et Circourt.
Xivry-Circourt est une commune française située dans le département de Meurthe-et-Moselle en région Grand Est.

## Géographie
| Saint-Supplet     | Mercy-le-Bas   |               |
| Spincourt (Meuse) | Xivry-Circourt | Mercy-le-Haut |
|                   | Domprix        | Preutin-Higny |

### Hydrographie

#### Réseau hydrographique
La commune est dans le bassin versant de la Meuse au sein du bassin Rhin-Meuse. Elle est drainée par le ruisseau la Gueule et le ruisseau la Pienne,.

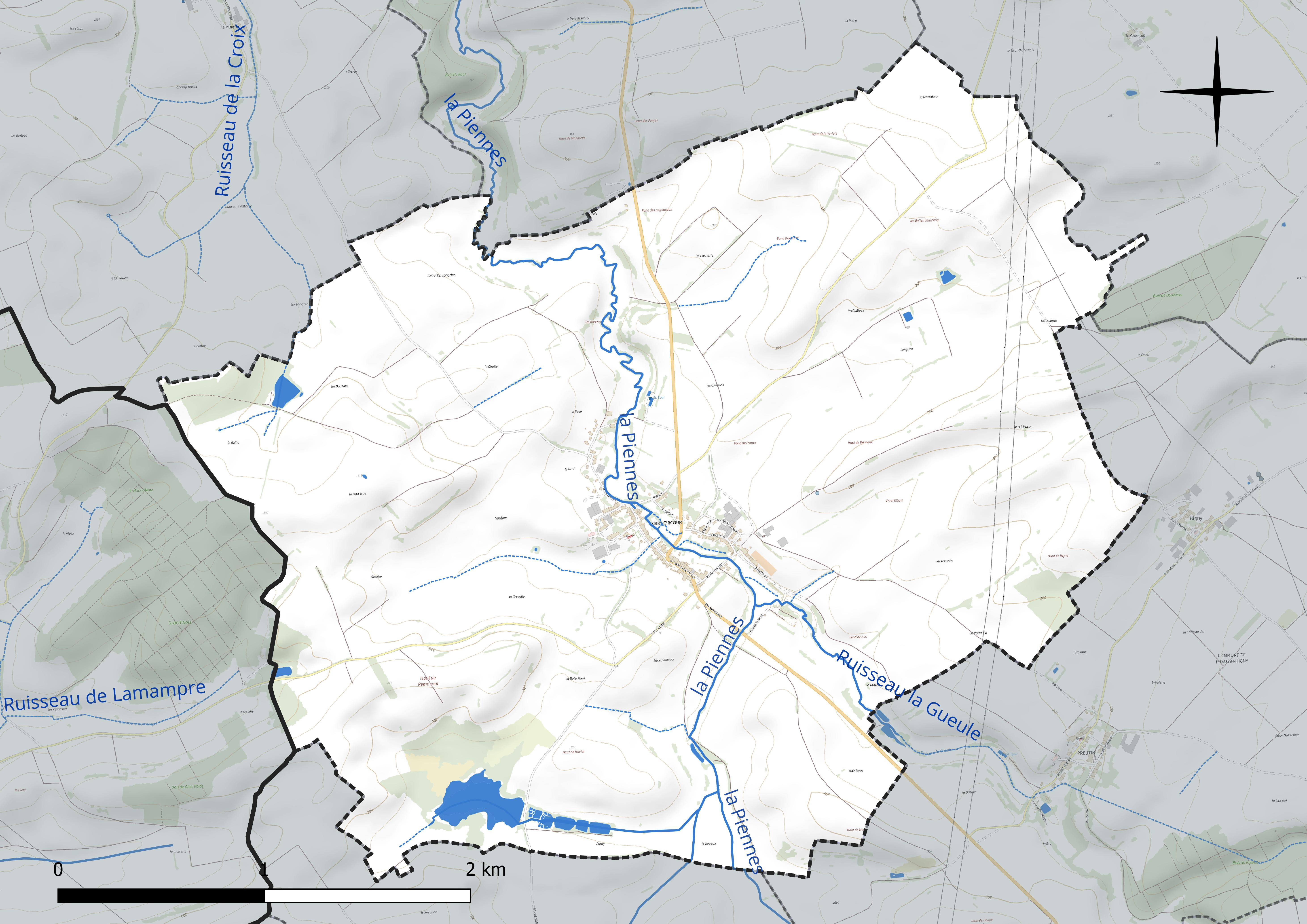
Réseau hydrographique de Xivry-Circourt.

#### Gestion et qualité des eaux
Le territoire communal est couvert par le schéma d'aménagement et de gestion des eaux (SAGE) « Bassin ferrifère ». Ce document de planification concerne le périmètre des anciennes galeries des mines de fer, des aquifères et des bassins versants hydrographiques associés qui s’étend sur 2 418 km2. Les bassins versants concernés sont celui de la Chiers en amont de la confluence avec l'Othain, et ses affluents (la Crusnes, la Pienne, l'Othain), celui de l'Orne et ses affluents et celui de la Fensch, le Veymerange, la Kiesel et les parties françaises du bassin versant de l'Alzette et de ses affluents (Kaylbach, ruisseau de Volmerange). Il a été approuvé le 27 mars 2015. La structure porteuse de l'élaboration et de la mise en œuvre est la région Grand Est. 
La qualité des cours d’eau peut être consultée sur un site dédié géré par les agences de l’eau et l’Agence française pour la biodiversité. 

### Climat
Pour des articles plus généraux, voir Climat du Grand Est et Climat de Meurthe-et-Moselle.
En 2010, le climat de la commune est de type climat de montagne, selon une étude du Centre national de la recherche scientifique s'appuyant sur une série de données couvrant la période 1971-2000. En 2020, Météo-France publie une typologie des climats de la France métropolitaine dans laquelle la commune est exposée à un climat semi-continental et est dans la région climatique  Lorraine, plateau de Langres, Morvan, caractérisée par un hiver rude (1,5 °C), des vents modérés et des brouillards fréquents en automne et hiver. 
Pour la période 1971-2000, la température annuelle moyenne est de 9,4 °C, avec une amplitude thermique annuelle de 16,2 °C. Le cumul annuel moyen de précipitations est de 897 mm, avec 13,3 jours de précipitations en janvier et 9,4 jours en juillet. Pour la période 1991-2020, la température moyenne annuelle observée sur la station météorologique de Météo-France la plus proche, « Rouvres-en-woevre », sur la commune de Rouvres-en-Woëvre à 16 km à vol d'oiseau, est de 10,8 °C et le cumul annuel moyen de précipitations est de 668,3 mm. 
La température maximale relevée sur cette station est de 40,2 °C, atteinte le 24 juillet 2019 ; la température minimale est de −15,4 °C, atteinte le 7 février 2012,,. 
Les paramètres climatiques de la commune ont été estimés pour le milieu du siècle (2041-2070) selon différents scénarios d'émission de gaz à effet de serre à partir des nouvelles projections climatiques de référence DRIAS-2020. Ils sont consultables sur un site dédié publié par Météo-France en novembre 2022.

## Urbanisme

### Typologie
Au 1er janvier 2024, Xivry-Circourt est catégorisée commune rurale à habitat dispersé, selon la nouvelle grille communale de densité à sept niveaux définie par l'Insee en 2022.
Elle est située hors unité urbaine et hors attraction des villes,.

### Occupation des sols
L'occupation des sols de la commune, telle qu'elle ressort de la base de données européenne d’occupation biophysique des sols Corine Land Cover (CLC), est marquée par l'importance des territoires agricoles (94 % en 2018), une proportion sensiblement équivalente à celle de 1990 (94,6 %). La répartition détaillée en 2018 est la suivante : terres arables (47,4 %), prairies (46,6 %), zones urbanisées (3,1 %), eaux continentales (2,3 %), forêts (0,6 %). L'évolution de l’occupation des sols de la commune et de ses infrastructures peut être observée sur les différentes représentations cartographiques du territoire : la carte de Cassini (XVIIIe siècle), la carte d'état-major (1820-1866) et les cartes ou photos aériennes de l'IGN pour la période actuelle (1950 à aujourd'hui).

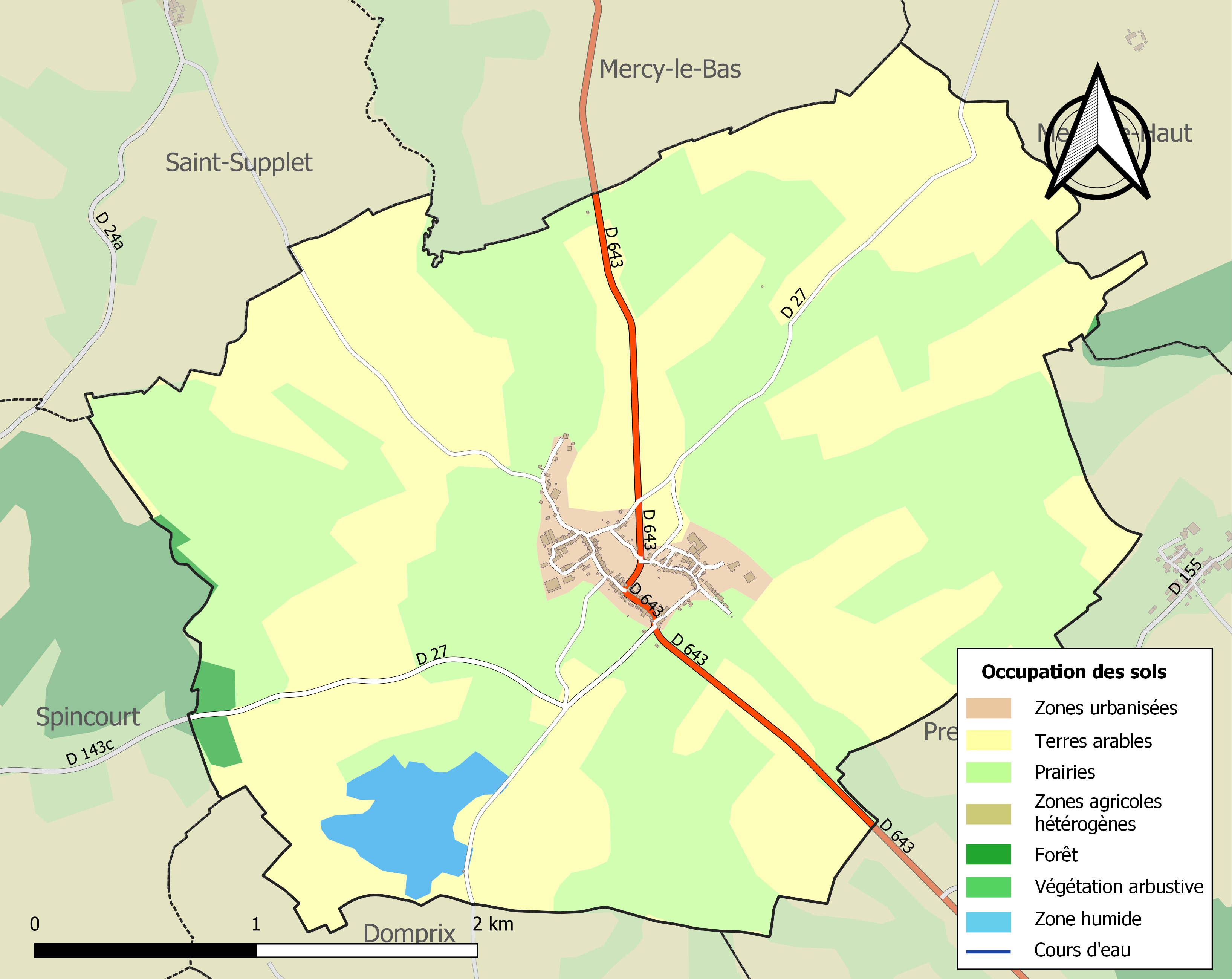
Carte des infrastructures et de l'occupation des sols de la commune en 2018 (CLC).

## Toponymie
Xivry est attesté sous les formes Superiacum majus (1049) ; Sivry (1242) ; Cerverey (1258) ; Cyveri (1262) ; Severey, Cevery (1272) ; Civrey (1296) ; Seivri au Mathoi (1298) ; Cyverei (1301) ; Moulin de Civereil (1315) ; Moulin de Xiverel (1360) ; Xeuvry (XVe siècle) ; Xiwerey (1405) ; Xiverey (1429) ; Xivery-le-Franc (1434) ; Xuirey (1444) ; Xeverey-le-Franc (1490) ; Civeray-le-Franc (1494) ; Xivery, Xiverey (XVIe siècle) ; Chivery-le-Fran (XVIIe siècle) ; Sivry-le-Français (1680) ; Xievry-le-Frans (1722) ; Xivry ou Sivry-le-Franc (1779) ; Xivry-le-Franc.

Circourt est attesté sous les formes Ciricis curtis (1053) ; Circourt, Sirecourt (1756) ; Circourt-en-Woivre (1779).

## Histoire
La commune actuelle a été créée en 1809, par la fusion des communes de Xivry-le-Franc et de Circourt.
- En 1817, Xivry-le-Franc, village de l'ancienne province du Barrois sur la Pienne. À cette époque il y avait 299 habitants répartis dans 47 maisons.
- En 1817, Circourt, village de l'ancienne province du Barrois sur la Pienne. À cette époque il y avait 272 habitants répartis dans 60 maisons.

## Politique et administration
| Période                                  | Période                   | Identité        | Étiquette | Qualité |
| ---------------------------------------- | ------------------------- | --------------- | --------- | ------- |
| Les données manquantes sont à compléter. |                           |                 |           |         |
| avant 1981                               | ?                         | Hubert Ollinger |           |         |
| mars 2001                                | mars 2008                 | Maryse Henrion  |           |         |
| mars 2008                                | En cours (au 23 mai 2020) | Hervé Schneider |           |         |

Les maires successifs de Xivry-Circourt (Xivry-le-Franc et Circourt), depuis 1795, sont mentionnés sur le site de Michel Canton ()

## Population et société

### Démographie
L'évolution du nombre d'habitants est connue à travers les recensements de la population effectués dans la commune depuis 1793. Pour les communes de moins de 10 000 habitants, une enquête de recensement portant sur toute la population est réalisée tous les cinq ans, les populations de référence des années intermédiaires étant quant à elles estimées par interpolation ou extrapolation. Pour la commune, le premier recensement exhaustif entrant dans le cadre du nouveau dispositif a été réalisé en 2007.

En 2022, la commune comptait 267 habitants, en évolution de −2,91 % par rapport à 2016 (Meurthe-et-Moselle : −0,13 %, France hors Mayotte : +2,11 %).
| 1793 | 1800 | 1806 | 1821 | 1836 | 1841 | 1861 | 1866 | 1872 |
| ---- | ---- | ---- | ---- | ---- | ---- | ---- | ---- | ---- |
| 260  | 211  | 247  | 580  | 547  | 511  | 505  | 493  | 440  |

| 1876 | 1881 | 1886 | 1891 | 1896 | 1901 | 1906 | 1911 | 1921 |
| ---- | ---- | ---- | ---- | ---- | ---- | ---- | ---- | ---- |
| 462  | 444  | 454  | 430  | 432  | 390  | 416  | 417  | 348  |

| 1926 | 1931 | 1936 | 1946 | 1954 | 1962 | 1968 | 1975 | 1982 |
| ---- | ---- | ---- | ---- | ---- | ---- | ---- | ---- | ---- |
| 335  | 377  | 357  | 327  | 358  | 432  | 354  | 325  | 300  |

| 1990 | 1999 | 2006 | 2007 | 2012 | 2017 | 2022 | - | - |
| ---- | ---- | ---- | ---- | ---- | ---- | ---- | - | - |
| 278  | 296  | 272  | 268  | 278  | 272  | 267  | - | - |

### Manifestations culturelles et festivités
Xivry-Circourt a initié les deux premières éditions du festival de musique Vache de blues en 2001 et 2002.

## Culture locale et patrimoine

### Lieux et monuments

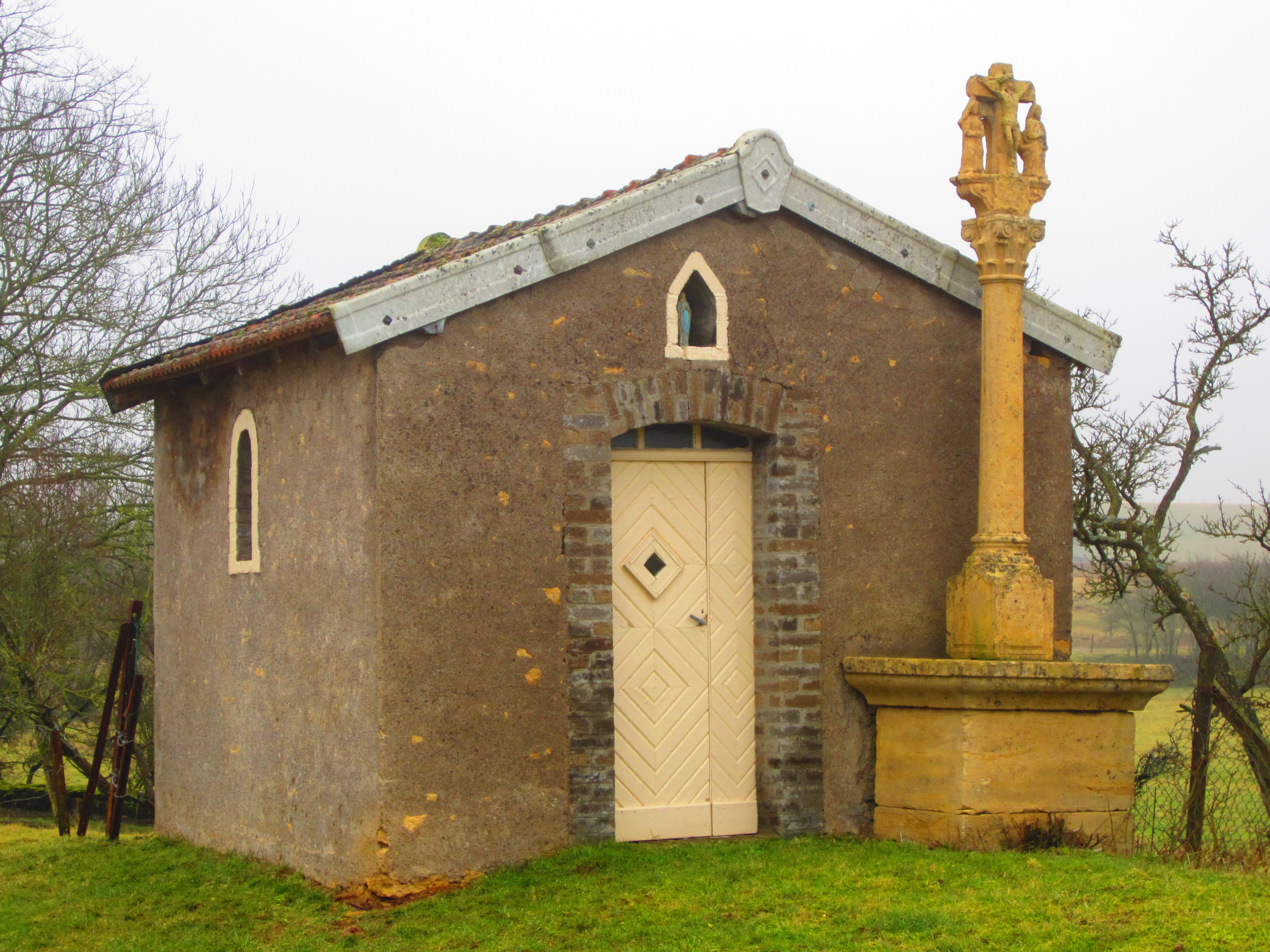
Chapelle de Circourt.

- Église paroissiale Saint-Symphorien, cimetière ; calvaire ; monument sépulcral construite au XVe siècle, détruite début 4e quart XIXe siècle, dont il subsiste un fragment de remplage gothique déposé près de la morgue, reconstruite à partir de 1880.
- Chapelle à Circourt XXe (propriété privée).
- Calvaire dit croix Welferding, érigé en mai 1806 aux frais de Florimont Welferding, de Circourt ; seuls les deux derniers chiffres de la date (.. 06) sont lisibles, mais le monument funéraire de ce personnage, décédé en 1809, permet de dater le calvaire de 1806.

### Personnalités liées à la commune
- Johann(es) Vervaux, né à Xivry-le-Franc, confesseur à la cour de Bavière (1586-1661).
- Nicolas Bousmard, évêque de Verdun de 1576 à 1584, né en 1512 à Xivry-le-Franc (successeur de l'évêque Nicolas Psaulme, mort à Verdun le 9 août 1575).

Le jeton de Nicolas Bousmard, datant de 1584 en cuivre jaune, montre sur une face le buste de Nicolas Boysmard, vu de trois quarts à gauche et sur l'autre face, l'écu de Nicolas Boysmard, sur une crosse de pal. Il est fils de Jean Bousmard (ou Boussemard). Jean Bousmard fut mayeur de Circourt, ensuite avocat au bailliage de Saint-Mihiel, puis lieutenant particulier, et pendant 14 ans lieutenant-général au bailliage d'Apremont. Il fut anobli en 1564. Sa mère fut Alix Collinet de la Malmaison, famille d'Anjou installée en Lorraine et dont l'homme lige fut François Collinet de la Malmaison dont la noblesse de son père, Jean Collinet de la Malmaison, fut confirmée le 10 mars 1455.
- Georges Courteline, romancier et dramaturge français du XIXe siècle (né Georges Moinaux en 1858- décédé en 1929). Courteline est l'arrière-petit-fils de Jean Moineau, cocher et marchand forain, né à Xivry-Circourt le 21 mai 1762 et mort à Chartres le 5 mai 1817.
- James Martin (l'abbé), alias "Jehan de Lorraine"; né le 20/02/1910 à Xivry-Circourt et mort à Hirson le 27/06/1993 ; curé de Landouzy-la-Ville (Aisne) ; auteur-compositeur-interprète de chansons ; lauréat du premier prix du Concours de la bonne Chanson en 1947. Il œuvra avec le musicien Jean Fragerolle mais essentiellement avec le poète-paysan autodidacte Gaston Chandivert : "Chansons d'hier et de toujours", "Rondes et Chansons"... (Sources -entre autres- : Archives historiques de l'Évêché de Soissons).

### Héraldique, logotype et devise
| Blason de Xivry-Circourt | Blason  | Parti au 1er coupé de gueules au franc-quartier d'argent chargé d'une tête de bouc de sable et palé d'argent et de gueules de six pièces, au 2e d'argent à une branche de sinople chargée de deux roses de gueules et d'une merlette de sable perchée sur le haut de la branche. |
| Blason de Xivry-Circourt | Détails | Conflit héraldique : la merlette est représentée d'or. Le statut officiel du blason reste à déterminer. |